# Organisk arkitektur
 Der er for få eller ingen kildehenvisninger i denne artikel, hvilket er et problem. Du kan hjælpe ved at angive troværdige kilder til de påstande, som fremføres i artiklen.

Organisk arkitektur er et samlebegreb for en række arkitektoniske retninger som hovedsageligt har udviklet sig fra forrige århundredeskifte og frem til i dag.
Begrebet er kendt siden 1750, men er først blevet alment kendt med arkitekten Frank Lloyd Wright (1867-1959).
Arkitekter som var med til at give organisk arkitektur nye retninger var blandt andet Antoni Gaudí (1852-1926); Rudolf Steiner (1861-1925); Frank Lloyd Wright (1867-1959); Friedensreich Hundertwasser (1928-2000) og Le Corbusier (1887-1965).
Organisk arkitektur bliver ofte benyttet i følgende tre betydninger:
1. Stilart defineret ved udseende. Organisk forstås her i betydningen naturligt udseende.
2. Arkitektonisk måde at organisere en helhed på. Organisk forstås her som en måde at gestalte en helhed på der giver plads til delelementers behov og udfoldelse.
3. Organisk i betydningen grokræfter eller livsprincip. På en tidsakse opretholdes livet gennem metamorfose (formforvandling) i livscykler. I goetheanistisk arkitektur forstås metamorfose ikke kun på en tidsakse, men også i en rumlig udstrækning som et helhedsligt og transformativt formforløb.